# Eremogone brachypetala
Eremogone brachypetala är en nejlikväxtart som först beskrevs av Aleksandr Alfonsovitj Grossgejm, och fick sitt nu gällande namn av Czer. Eremogone brachypetala ingår i släktet Eremogone och familjen nejlikväxter. Inga underarter finns listade i Catalogue of Life.